# Sośwa (rejon sierowski)
Sośwa (ros. Сосьва) – osiedle typu miejskiego w Rosji, w obwodzie swierdłowskim, w rejonie sierowskim. W 2010 liczyło 9634 mieszkańców.